# Capitolium di Costantinopoli
Il Capitolium di Costantinopoli (in latino Capitolium Constantinopolis; in greco Καπετώλιον της Κωνσταντινουπόλης?) era un edificio pubblico eretto a Costantinopoli (l'attuale Istanbul) dall'imperatore Costantino il Grande. Nato come Capitolium, cioè un tempio dedicato alla triade capitolina, nel V secolo fu trasformato in un istituto di istruzione superiore.

## Localizzazione
Originariamente si pensava che il Capitolium si trovasse in cima alla terza collina di Costantinopoli, oggi occupata dall'Università di Istanbul. Ma secondo il De Ceremoniis (un'opera del decimo secolo che descrive le cerimonie bizantine), che lo cita come parte dell'itinerario percorso dal corteo trionfale dell'imperatore che iniziava dalla Porta Aurea, esso si trovava tra il Foro del Bue (posto presso l'attuale quartiere di Aksaray) e il Philadelphion (situato nell'odierno quartiere di Şehzadebaşı). Quindi il tempio può essere posto a nord-ovest del Foro di Teodosio. Per raggiungere il Capitolium, bisognava arrampicarsi sulle pendici meridionali del terzo colle, un po' come avveniva per la salita al Campidoglio di Roma per recarsi al Tempio di Giove Capitolino. Amministrativamente apparteneva all'ottava regio della città.

## Storia
Il Capitolium fu eretto a Costantinopoli dall'imperatore Costantino il Grande. L'edificio, insieme al circo, al Gran Palazzo, allo Strategion e al foro, fu uno di quegli edifici la cui costruzione si era resa necessaria per presentare la città come la nuova Roma. L'edificio fu eretto come tempio pagano dedicato alla Triade Capitolina, ma all'inizio del V secolo era già stato convertito al cristianesimo (sul tetto era stata posta una croce), anche se non è attestata una conversione in chiesa. Vicino al tempio furono erette case per i ricchi. Al più tardi dal 425 d.C. il Capitolium ospitò in una accademia di istruzione superiore, il Pandidakterion, e lezioni pubbliche si tenevano presso le sue esedre meridionali. L'unico scopo della scuola era quello di formare funzionari per l'amministrazione dello Stato. Non ci sono prove che il Pandidakterion abbia continuato a funzionare dopo la fine del regno di Eraclio (610-641).

## Descrizione
Da una legge promulgata il 27 febbraio 425 d.C. e contenuta nel Codex Theodosianus dall'imperatore Teodosio II, sappiamo che il Capitolium era un edificio rettangolare il cui lato meridionale aveva "grandi e magnifiche" esedre che confinavano con il portico di una strada pubblica (forse il mese odos, vicino all'incrocio da cui una delle sue diramazioni conduceva alla Porta d'Oro). L'edificio aveva anche delle esedre lungo i lati orientale e occidentale, ma queste non confinavano con alcuna strada e fino al 425 erano occupate da popinae ("osterie" nel mondo romano). L'edificio era dorato e il suo tetto fu da un certo momento in poi sormontato da una croce (caduta a causa di una tempesta nel 407 d.C.), e coperto da tegole di bronzo dorate, come il Tempio di Giove Capitolino a Roma.

### Fonti primarie
- (LA) IMPERATORIS THEODOSII CODEX, Constantinopolis.

### Fonti secondarie
- (FR) Raymond Janin, Constantinople Byzantine, 1ª ed., Parigi, Institut français d'etudes byzantines, 1950.
- (EN) Josephine Crawley Quinn e Andrew Wilson, Capitolia*, in The Journal of Roman Studies, Cambridge, Cambridge University Press, 29 luglio 2013.
- (EN) Athanasios Markopoulos, Education in Constantinople during the byzantine period, in History of Istanbul, vol. 8, 2019. URL consultato il 6 maggio 2024.